# Ніктімена (міфологія)
Ніктімена ([nɪktɪmæni], дав.-гр. Νυκτιμένη, трансліт. Ніктімена, латиніз. та, що не спить ночами) — за грецькою та римською міфологією, принцеса та жертва зґвалтування, дочкою Епопея, царя Лесбосу. Богиня Через її жахливу долю Афіна змилосердилася над нею і перетворила її на сову. Сова була одним із головних символів Афіни.

## Етимологія
Ім'я Ніктімена походить від грецьких слів νύξ (родовий відмінок νυκτός), що означає «ніч» і μένω означає «я залишаюся», тобто та, яка не спить ночами (сова). Обидва корені мають протоіндоєвропейське походження; νύξ походить від праіндоєвропейського кореня *nókʷts, і μένω від *men-.
Для того, щоб назва перекладалася як «місяць ночі», як припускає інша запропонована етимологія, вона мала б бути написана як Νυκτιμήνη з двома етами замість Νυκτιμένη з одним.

## Міфологія
За словами Гігіна, її батько Епопей забажав і зґвалтував її. Від сорому та провини вона втекла до лісу і не хотіла показувати своє обличчя вдень. Змилосердившись над нею, богиня Афіна перетворила її на нічну сову, яка згодом стала відомим символом Афіни. У «Метаморфозах» Овідія її перетворення є покаранням за «осквернення ложі батька» (patrium temerasse cubile). Однак не уточнюється, чи вона стала жертвою насильства, піддалася спокусі, яка сама була ініціаторкою. У «Метаморфозах» історію Ніктімени розповідає Корона (ворона), яка також скаржиться, що її місце як священного птаха Мінерви узурпувала Ніктімена, яка так соромиться себе, що не показується вдень.
Сервій каже, що Ніктімена була сповнена сорому після того, як усвідомила, що спала зі своїм батьком, маючи на увазі якийсь обман. Інший схоліаст каже, що Ніктімену зґвалтував не Епопей, а гість на ім'я Корімб. Анонімний грецький автор-парадоксограф зазначає, що вона втекла від свого батька, якого тут звучить Кліменом.
Варіант цього міфу з аналогічним сюжетом про Ніктайю можна знайти в коментарі Псевдо-Лактанція Плацида до «Фіваїди».

## Спадщина
На її честь названо рід кажанів і астероїд.